# Tiziano Ferro
Tiziano Ferro (ur. 21 lutego 1980 w Latinie) – włoski piosenkarz.
Na całym świecie sprzedano ponad siedem milionów egzemplarzy jego albumów.

## Życiorys

### Kariera zawodowa
W dzieciństwie przez siedem lat uczył się gry na gitarze, przez dwa lata gry na fortepianie, a przez rok na perkusji. W 1996 zaczął występować w lokalnym chórze gospel, gdzie doskonalił umiejętności wokalne i dzięki któremu zainteresował się muzyką soul. W latach 1997–1998 brał udział w eliminacjach do Festiwalu Piosenki Włoskiej w San Remo; za pierwszym razem nie przeszedł do kolejnego etapu, a za drugim podejściem uplasował się w gronie dwunastu finalistów. W 1998 nawiązał współpracę z producentami Mary Majonchi i Alberto Kalemo.

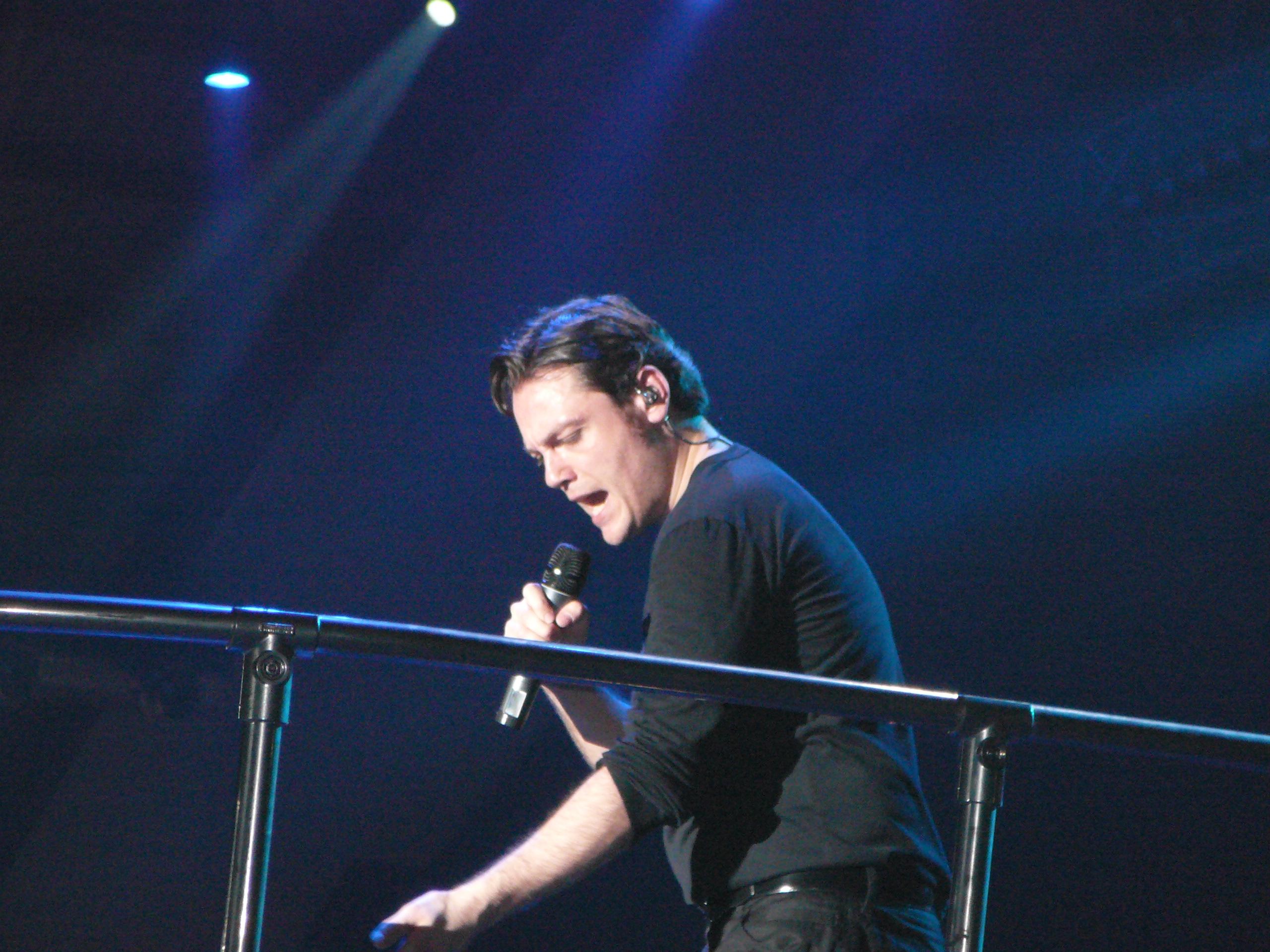
Ferro podczas trasy koncertowej Alla mia età (2009)

W 2001 podpisał kontrakt z wytwórnią EMI Music Italy, pod której szyldem wydał w czerwcu swój debiutancki singel, „Perdono”, który stał się przebojem w kraju. Singiel umieścił na swym debiutanckim albumie studyjnym pt. Rosso relativo, który zapewnił mu ogólnoświatową popularność. Płyta ukazała się w 42 krajach. Utwór „Perdono” doczekał się także wersji hiszpańskiej i francuskiej. W 2003 wydał album pt. 111 Centoundici, a w 2006 – album pt. Nessuno è solo, dostępny także w hiszpańskojęzycznej wersji jako Nadie está solo. W listopadzie 2008 wydał czwarty album pt. Alla mia età, który był promowany przez tytułowy singiel. W 2009 płyta uzyskała nagrodę Wind Music. Również w 2009 wspólnie z Anahí i Dulce Maríą nagrał utwór „El regalo mas grande”, a także solowo zrealizował nagranie włoskojęzycznej wersji piosenki Mary J. Blige „Each Tear”, która znalazła się na włoskim wydaniu płyty artystki pt. Stronger with Each Tear.

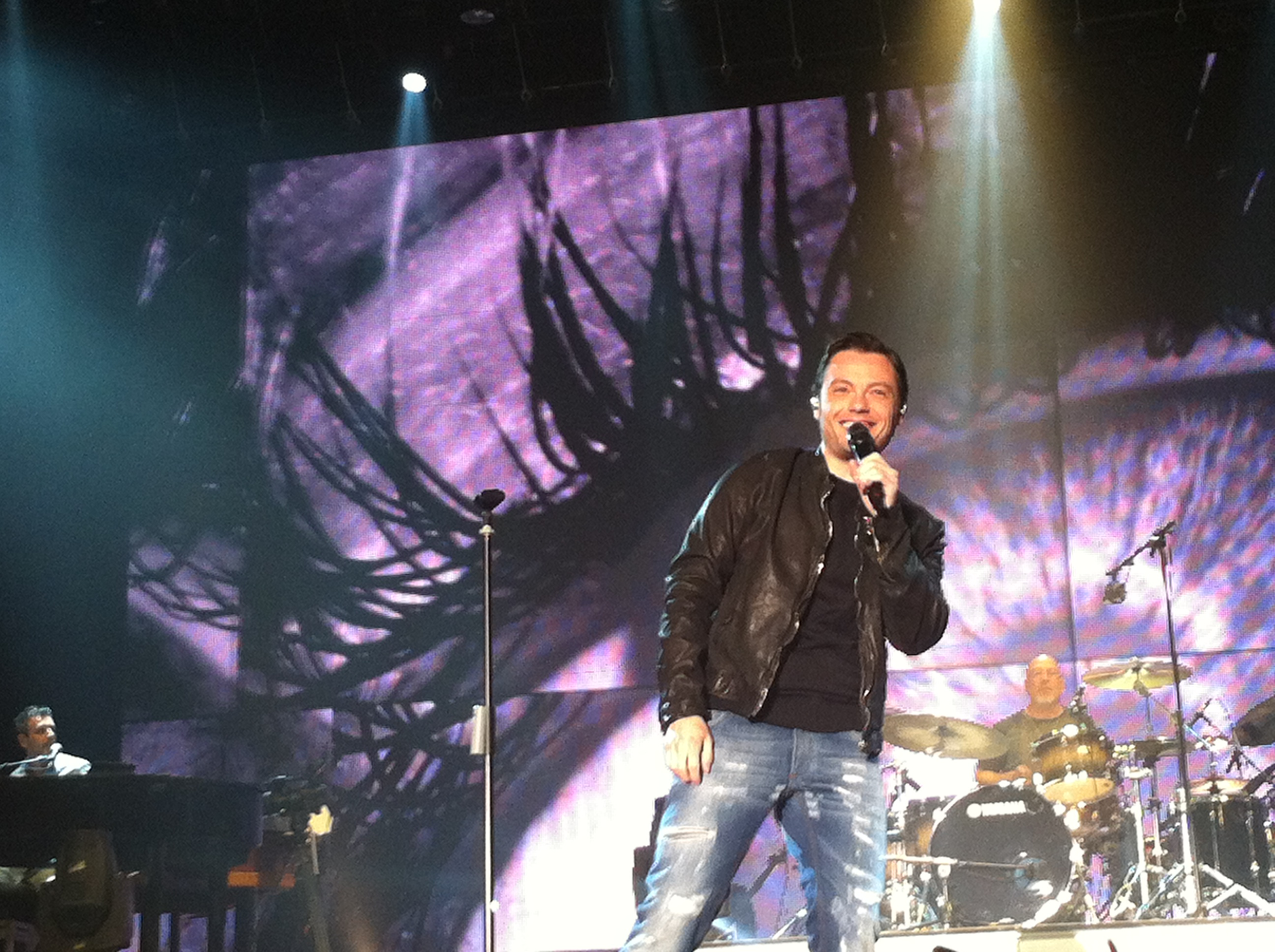
Ferro podczas trasy koncertowej L’amore è una cosa semplice (2012)

W październiku 2011 wydał singiel „La differenza tra me e te”, którym zapowiadał piąty album studyjny. Album pt. L’amore è una cosa semplice (w Hiszpanii pt. El amor es una cosa simple) ukazał się 28 listopada i przez pięć tygodni pozostawał na pierwszym miejscu włoskiej listy bestsellerów. Pozostałymi singlami promującymi krążek były utwory: „L’ultima notte al mondo”, „Hai delle isole negli occhi”, „L’amore è una cosa semplice”, „Per dirti ciao!”, „Troppo buono”, „L’amore è una cosa semplice” i „La fine”. Wszystkie zdobyły certyfikaty co najmniej złotej płyty za sprzedaż we Włoszech. Sam album zdobył status ośmiokrotnej platyny i został najlepiej sprzedającą się płytą 2012 w kraju. Wiosną i latem 2012 odbył międzynarodową trasę koncertową, w ramach której zagrał m.in. na Stadionie Olimpijskim w Rzymie przed 50-tysięczną publicznością. W 2013 nagrał dwie piosenki  („Killer”, „Sei sola”) dla raperki Baby K oraz napisał cztery single z debiutanckiego albumu Alessandry Amoroso pt. Amore puro. W listopadzie 2014 wydał pierwszy album kompilacyjny pt. TZN – The Best of Tiziano Ferro, na którym umieścił swoje największe przeboje i nowe utwory, w tym single „Senza scappare mai più” i „Incanto”, które dotarły do pierwszej piątki listy przebojów we Włoszech oraz zdobyły status platynowej płyty. Płyta przez sześć tygodni z rzędu okupowała szczyt zestawienia włoskich bestsellerów i zdobyła status siedmiokrotnej platyny. Również w 2014 wystąpił na Festiwalu Piosenki Włoskiej w San Remo.
Latem 2015 wyruszył w ogólnowłoską trasę koncertową. W listopadzie wydał reedycję albumu TZN – The Best of Tiziano Ferro, którą wzbogacił o płytę DVD zawierającą materiał zarejestrowany podczas koncertów na stadionach w San Siro stadium w Mediolanie oraz na Stadionie Olimpijskim w Rzymie. W tym samym miesiącu zagrał europejską trasę koncertową promującą składankę. 2 grudnia 2016 wydał szósty album studyjny pt. Il mestiere della vita. Płytę promował singlem „Potremmo ritornare”, który zadebiutował na pierwszym miejscu włoskiej listy przebojów. 7 lutego 2017 wystąpił podczas Festiwalu Piosenki Włoskiej w San Remo.

### Życie prywatne
5 października 2010 ujawnił się jako gej na łamach czasopisma „Vanity Fair”. Według komentarza dziennika „La Repubblica”, coming out wokalisty był pierwszym tego typu wyznaniem wśród gwiazd muzyki pop we Włoszech.
W 2019 wyszedł za Victora Allena, starszego o 15 lat Amerykanina, który pracował jako konsultant w wytwórni Warner Bros..

## Dyskografia

### Albumy
| Rok  | Informacja | Pozycje w notowaniach | Pozycje w notowaniach | Pozycje w notowaniach | Pozycje w notowaniach | Pozycje w notowaniach | Pozycje w notowaniach | Pozycje w notowaniach | Pozycje w notowaniach | Pozycje w notowaniach | Sprzedaż i certyfikat                                                                                    |
| Rok  | Informacja | ITA                   | SWI                   | SPA                   | GER                   | AUT                   | BEL                   | ARG                   | MEX                   | FRA                   | Sprzedaż i certyfikat                                                                                    |
| ---- | --- | --------------------- | --------------------- | --------------------- | --------------------- | --------------------- | --------------------- | --------------------- | --------------------- | --------------------- | --- |
| 2001 | Rosso relativo / Rojo relativo - Debiutancki album studyjny - Wydany: październik 2002 - Format: CD                | 5                     | 5                     | 4                     | 9                     | 7                     | 18                    | 9                     | 5                     | 25                    | Ogólnoświatowa sprzedaż: 2,5 mln Certyfikat ITA: 5x Platyna                                              |
| 2003 | 111 centoundici / 111 ciento once - Album studyjny - Wydany: 7 listopada 2003 - Format: CD                         | 1 (2)                 | 7                     | 6                     | 61                    | 34                    | 48                    | 6                     | 1                     | 69                    | Ogólnoświatowa sprzedaż: 1,5 mln Certyfikat ITA: 7x Platyna                                              |
| 2006 | Nessuno è solo / Nadie esta solo - Album studyjny - Wydany: 23 czerwca 2006 - Format: CD                           | 1 (4)                 | 1                     | 11                    | 44                    | 6                     | 8                     | 1                     | 14                    | 166                   | Ogólnoświatowa sprzedaż: 1,5 mln Certyfikat ITA: 8x Platyna                                              |
| 2008 | Alla mia età / A mi edad - Album studyjny - Wydany: 7 listopada 2008 - Format: CD                                  | 1 (3)                 | 4                     | 10                    | 97                    | 40                    | 66                    | 29                    | 75                    | 118                   | Ogólnoświatowa sprzedaż: 1 mln Certyfikat ITA: 10x Platyna Certyfikat SWI: Platyna Certyfikat SPA: Złoto |
| 2011 | L'amore è una cosa semplice / El amor es una cosa simple - Album studyjny - Wydany: 28 listopada 2011 - Format: CD | 1                     | 5                     | 13                    | –                     | 6                     | 77                    | –                     | –                     | –                     | Certyfikat ITA: 8x Platyna Certyfikat SWI: Złoto                                                         |
| 2014 | TZN – The Best of Tiziano Ferro - Album kompilacyjny - Wydany: 25 listopada 2014 - Format: 4xCD                    | 1                     | 29                    | 8                     | –                     | 6                     | 72                    | –                     | –                     | –                     | Certyfikat ITA: 7x Platyna                                                                               |
| 2016 | Il mestiere della vita / El oficio de la vida - Album studyjny - Wydany: 2 grudnia 2016 - Format: CD               | 1                     | 4                     | –                     | –                     | –                     | 55                    | –                     | –                     | –                     | |

### Single
- 2001 – „Perdono”
- 2001 – „L’Olimpiade”
- 2002 – „Imbranato”
- 2002 – „Rosso relativo”
- 2002 – „Le cose che non dici”
- 2003 – „Perverso”
- 2003 – „Sere nere”
- 2004 – „Non me lo so spiegare”
- 2004 – „Ti voglio bene”
- 2004 – „Universal Prayer” (z Jamelią)
- 2006 – „Stop! Dimentica”
- 2006 – „Ed ero contentissimo”
- 2007 – „Ti Scatterò una foto”
- 2007 – „E Raffaella è mia”
- 2007 – „E fuori è buio”
- 2008 – „Alla mia età”
- 2009 – „Il regalo più grande”
- 2009 – „Breathe Gentle” (z Kelly Rowland)
- 2009 – „Il sole esiste per tutti”
- 2009 – „Scivoli di nuovo”
- 2011 – „La differenza tra me e te”
- 2012 – „L’ultima notte al mondo”
- 2012 – „Hai delle isole negli occhi”
- 2012 – „Liebe is einfach”/„L’amore è una cosa semplice”
- 2012 – „Per dirti ciao!”
- 2012 – „El amor es una cosa simple” (z Malú)
- 2012 – „Troppo buono”/„Demasiado bueno”
- 2013 – „La fine”
- 2014 – „Senza scappare mai più”/„No escaparé nunca más”
- 2015 – „Incanto”/„Encanto” (z Pablo Lópezem)
- 2015 – „Lo stadio”/„Un estadio”
- 2015 – „Il vento”
- 2016 – „Potremmo ritornare”